# Mimoclystia cecchii
Mimoclystia cecchii là một loài bướm đêm trong họ Geometridae.